# Real Brasília Futebol Clube
Le Real Brasília Futebol Clube anciennement Esporte Clube Dom Pedro II est un club brésilien de football basé à Brasilia dans le District fédéral.

## Histoire

Ancien logo

Le club est fondé le 22 février 1996 sous le nom d' Esporte Clube Dom Pedro II par des membres du corps des pompiers de la capitale. Il a été nommé en souvenir de l'empereur Pierre II, sous l'égide duquel les pompiers brésiliens ont été fondés en 1853. Après avoir déménagé dans la région administrative Núcleo Bandeirante, le nom a été changé en Esporte Clube Dom Pedro Bandeirante en 2009. En 1999 et 2008, l'équipe participe à la Série C ces années-là et joue en Coupe du Brésil en 2000 et 2009.
En 2016, le club a été rebaptisé Real Futebol Clube. À l'origine, l'adoption du nom Real Brasília Futebol Clube était prévue, mais elle a d'abord été abandonnée pour éviter toute confusion avec le Brasília Futebol Clube. Lorsque celui ci est relégué en deuxième division lors de la saison 2019, le changement de nom final a été officiellement annoncé le 10 décembre 2019.
En 2019, le club forme une équipe féminine qui se qualifie dès sa première saison pour la Série A2 brésilienne 2020 en atteignant la finale. En atteignant les demi-finales de Série A2, le club gagne une nouvelle promotion, en Série A1 pour la saison 2021. 

## Palmarès
- Championnat de Brasilia de football:
  - Champion : 2023
- Championnat de Brasilia de football de deuxième division :
  - Champion : 2002